# Starline.kz

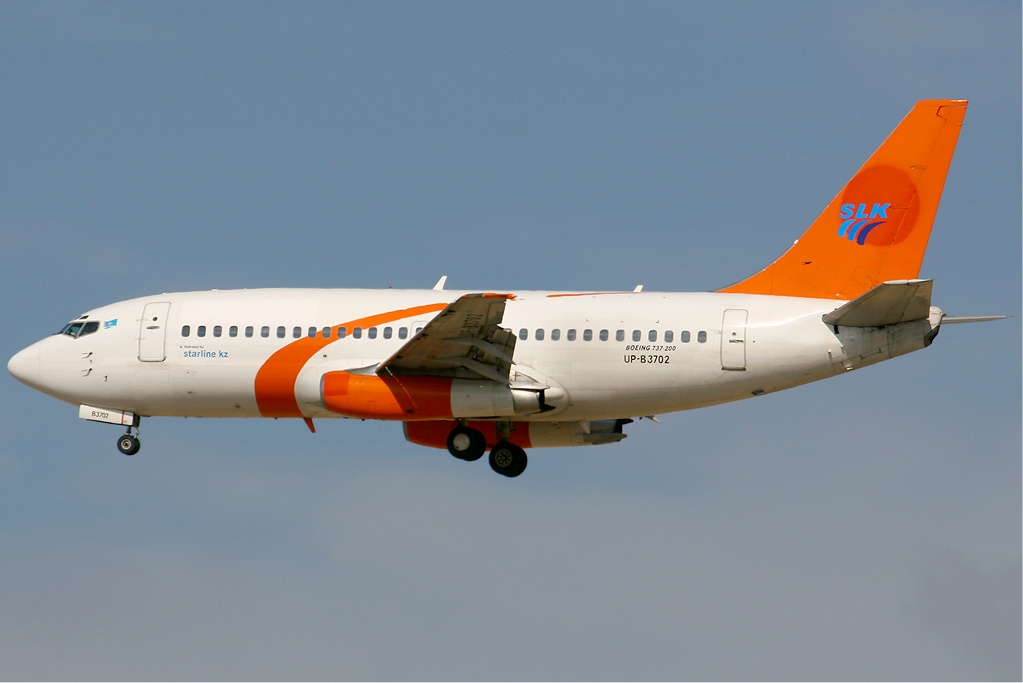
Boeing 737 de Starline.kz

Starline.kz est une compagnie aérienne du Kazakhstan fondée fin 2005 et disparue en 2009.
Elle opérait deux Boeing 737, et était basée à l'aéroport d'Aktioubé.
Sa licence lui a été retirée en 2009 à la suite des lacunes dans la maintenance.